# سهره یک‌رنگ
سهره یک‌رنگ (نام علمی: Haplospiza unicolor) نام یک گونه از سرده فرخنده‌های خیزران است.